# 23 noiembrie
ianuarie • februarie • martie  • aprilie  • mai  • iunie  • iulie  • august  • septembrie  • octombrie  • noiembrie  • decembrie
23 noiembrie este a 327-a zi a calendarului gregorian și a 328-a zi în anii bisecți. Mai sunt 38 de zile până la sfârșitul anului.

## Evenimente

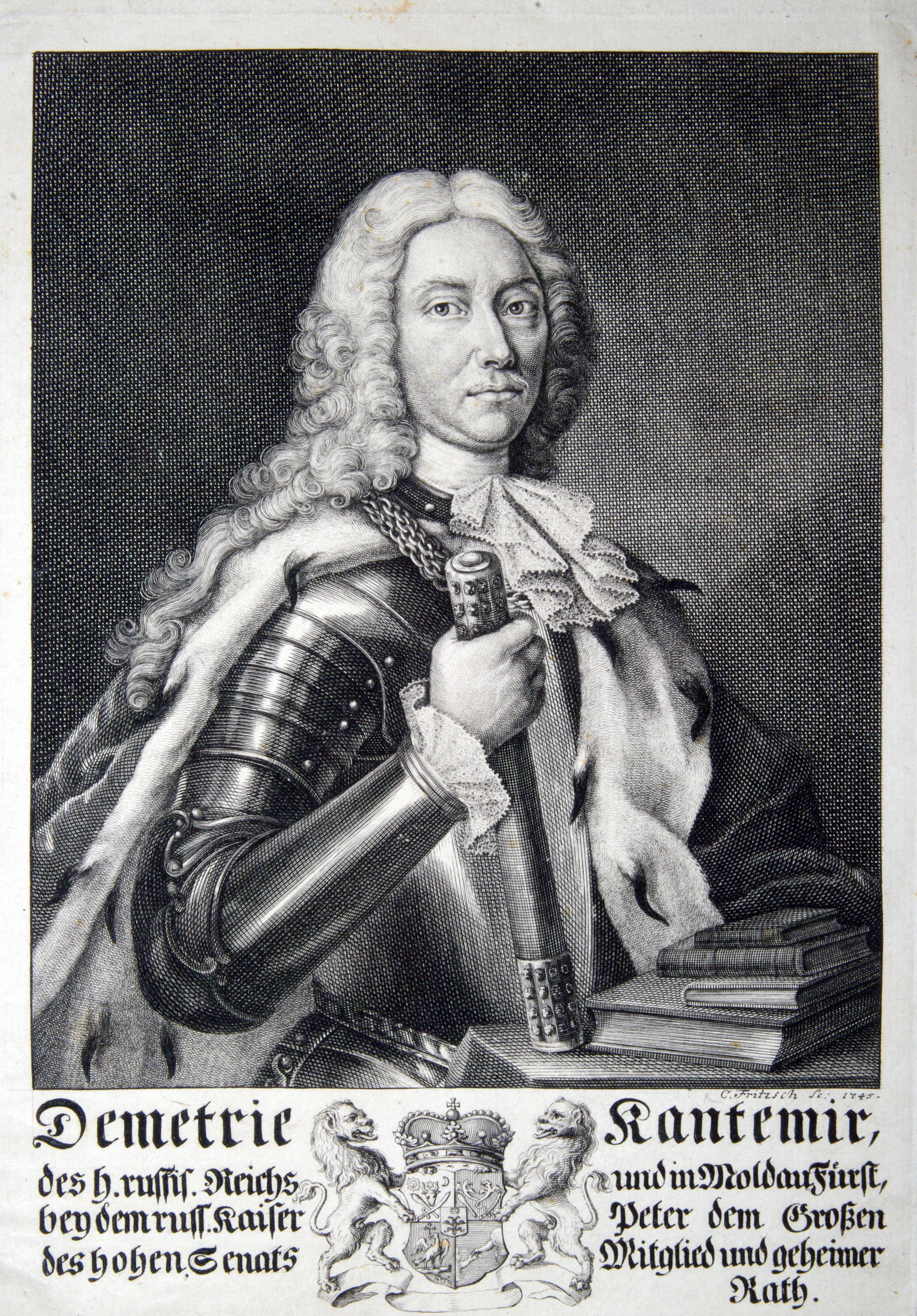
1710: Începe a doua domnie a lui Dimitrie Cantemir în Moldova (23 noiembrie 1710 – 11 iulie 1711)

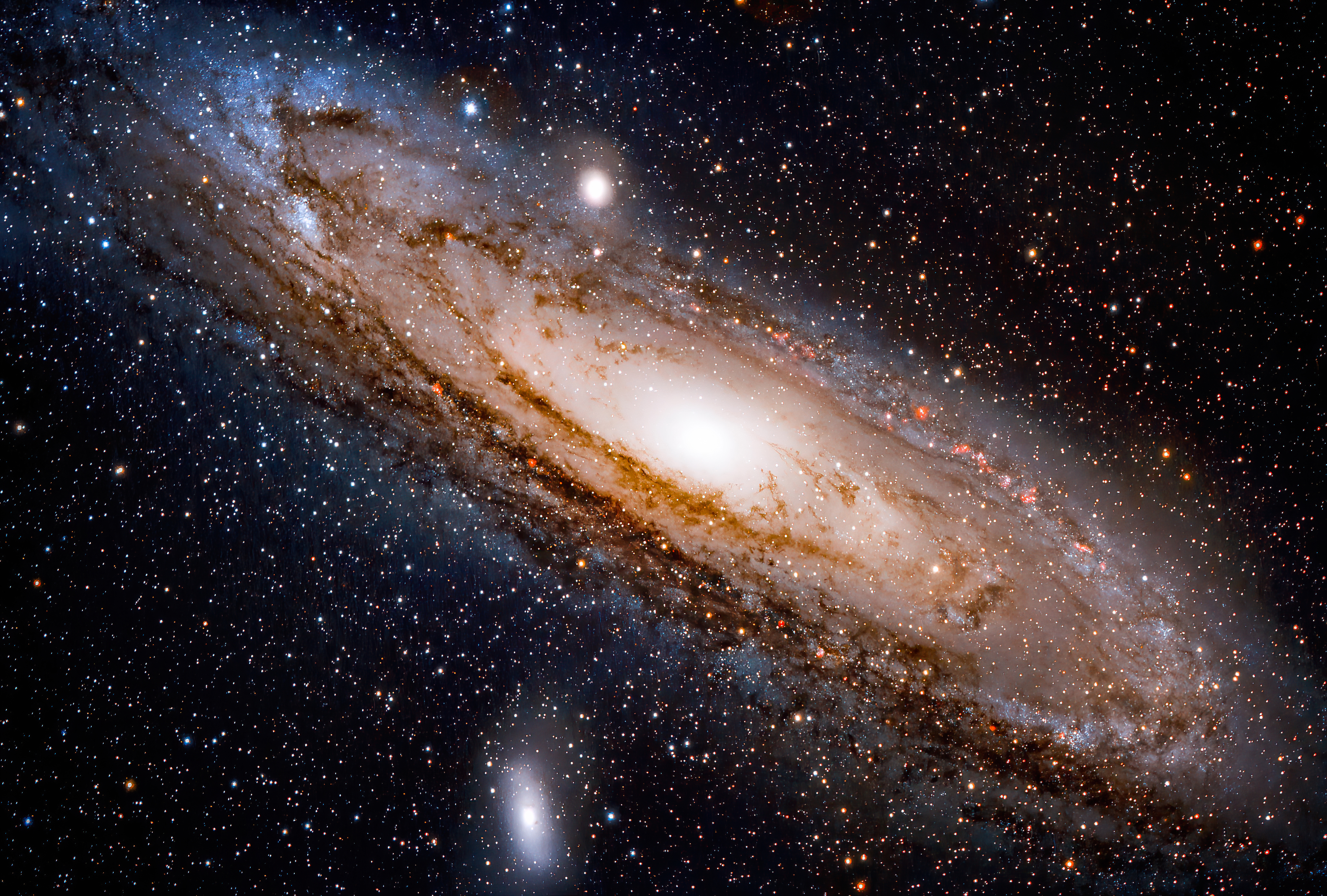
1924: Descoperirea lui Edwin Hubble, conform căreia „nebuloasa” Andromeda este de fapt o altă galaxie insulară, aflată departe de Calea Lactee, este publicată pentru prima dată în The New York Times.

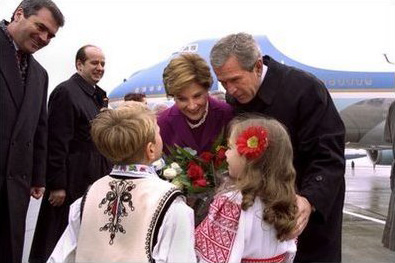
2002: Președintele George W. Bush sosește la București, într-o vizită oficială. Este cel de-al patrulea președinte american care a vizitat România, după Gerald Ford, Richard Nixon și Bill Clinton.

- 534 î.Hr.: Thespis din Icaria devine primul actor consemnat în istorie care a interpretat un personaj pe scenă.[1]
- 1248: Ferdinand al III-lea de Castilia izgonește pe mauri din Sevilla.
- 1644: John Milton publică Areopagitica, un pamflet care denunță cenzura.[2]
- 1710: Începe a doua domnie a lui Dimitrie Cantemir în Moldova (23 nov. 1710 - 11 iul. 1711).
- 1808: Francezii și polonezii îi înfrâng pe spanioli în Bătălia de la Tudela.
- 1843: Ion Ghica a inaugurat cursul de Economie politica la Academia Mihăileană de la Iași, cu lecția "Despre importanța economiei politice".
- 1864: Este înființat prin decret semnat de domnitorul Alexandru Ioan Cuza, Muzeul Național de Antichități din capitală, având în colecție piesele Tezaurului de la Pietroasa. Din anul 1990 muzeul se va numi Institutul de Arheologie "Vasile Pârvan" al Academiei Române
- 1889: A fost instalat, într-un cazinou din San Francisco, primul tonomat din lume.
- 1890: Regele Willem al III-lea al Țărilor de Jos moare fără un moștenitor pe line masculină și a fost adoptată o lege specială care îi permite fiicei sale, Prințesa Wilhelmina, să-i succedă.
- 1924: Descoperirea lui Edwin Hubble, conform căreia „nebuloasa” Andromeda este de fapt o altă galaxie insulară, aflată departe de Calea Lactee, este publicată pentru prima dată în The New York Times.[3]
- 1940: Ion Antonescu, șeful statului român între 1940-1944, a semnat, la Berlin, aderarea României la Pactul Tripartit.
- 1945: A luat sfârșit sistemul de raționalizare a alimentelor impus în SUA, pe durata celui de-Al Doilea Război Mondial.
- 1959: Președintele francez Charles de Gaulle își declară într-un discurs la Strasbourg viziunea sa pentru „Europa, de la Atlantic la Urali”.
- 1971: Reprezentanți ai Republicii Populare Chineze participă pentru prima dată la Organizația Națiunilor Unite, inclusiv la Consiliul de Securitate al Națiunilor Unite.
- 1976: Jacques Mayol este primul om care a ajuns la o adâncime de 100 m sub apă fără echipament de respirație.[4]

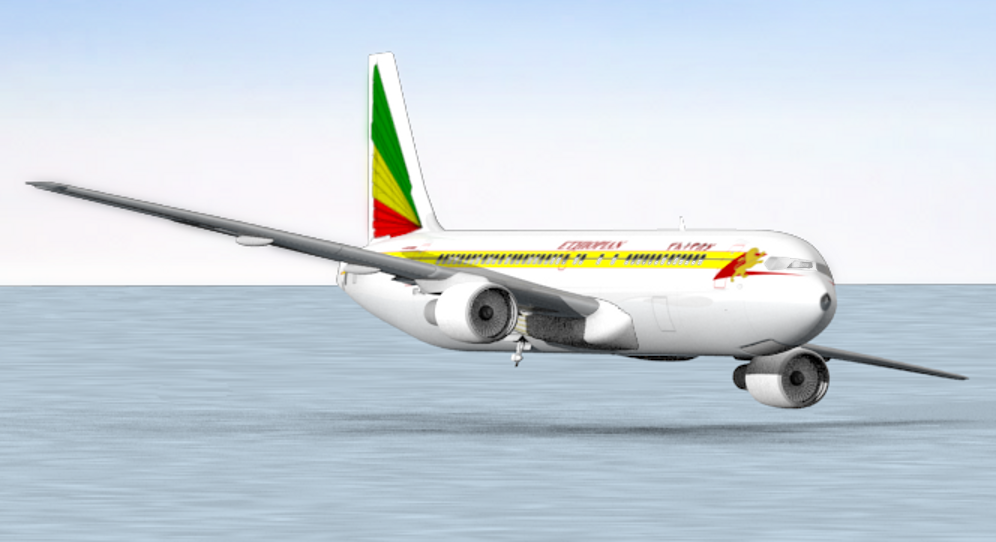
1996: Un avion etiopian de tip Boeing 767 cu 127 de pasageri la bord este deturnat. În lipsă de combustibil, se prăbușește în Oceanul Indian.

- 1980: O serie de cutremure în sudul Italiei omoară aproximativ 4800 de oameni.
- 1985: Oameni înarmați deturnează zborul 648 EgyptAir pe drum de la Atena la Cairo. Când avionul aterizează în Malta, comandouri egiptene asaltează aeronava; 60 de oameni mor în raid.
- 1991: Solistul Queen Freddie Mercury anunță într-o declarație că este seropozitiv. El moare a doua zi.[5]
- 1996: Un avion etiopian de tip Boeing 767 cu 127 de pasageri la bord este deturnat. În lipsă de combustibil, se prăbușește în Oceanul Indian.
- 1999: Premiul "Pana de aur pentru libertatea presei" a fost acordat de Asociația Mondiala a Ziarelor (AMJ) ziaristului sirian Nizar Nayyouf, deținut din 1991 într-o închisoare militară din Damasc.
- 2000: Sunt repatriate rămășițele pământești ale lui Nicolae Rădescu, ultimul prim–ministru democrat al României înainte de comuniști (6 dec. 1944 - 28 feb. 1945); silit să demisioneze, părăsește România la 17 iunie 1946, stabilindu-se în SUA.
- 2002: Președintele Statelor Unite ale Americii, George W. Bush, a sosit la București, într-o vizită oficială. Este cel de-al patrulea președinte american care a vizitat România, după Gerald Ford, Richard Nixon și Bill Clinton.
- 2003: Revoluția Trandafirilor: Președintele georgian Eduard Șevarnadze demisionează în urma săptămânilor de proteste în masă din cauza alegerilor viciate.
- 2005: Ellen Johnson Sirleaf este aleasă președinte al Liberiei și devine prima femeie care conduce o țară africană.
- 2007: Explorer, o navă de croazieră care transporta 154 de persoane, se scufundă în Oceanul Antarctic, la sud de Argentina, după ce a lovit un aisberg în apropierea insulelor Shetland de Sud. Nu există victime.
- 2011: Primăvara arabă: După 11 luni de proteste în Yemen, președintele yemenit Ali Abdullah Saleh semnează un acord pentru a transfera puterea vicepreședintelui, în schimbul imunității legale.[6]
- 2015: Vehiculul spațial New Shepard de la Blue Origin a devenit prima rachetă care a zburat cu succes în spațiu și apoi a revenit pe Pământ pentru o aterizare verticală controlată.[7]
- 2019: Ultimul rinocer de Sumatra din Malaezia, Imam, moare, specia fiind declarată oficial dispărută în țară.[8]

## Nașteri
- 0912: Otto I al Sfântului Imperiu Roman (d. 973)
- 1190: Papa Clement al IV-lea (d. 1268)
- 1221: Alfonso al X-lea cel Înțelept, rege al Castiliei (d. 1284)
- 1707: Anna Karolina Orzelska, fiica nelegitimă a regelui August al II-lea al Poloniei (d. 1769)
- 1754: Abraham Baldwin, politician american, unul dintre părinții fondatori ai Statelor Unite ale Americii (d. 1807)
- 1760: François Noël Babeuf, om politic francez (d. 1797)

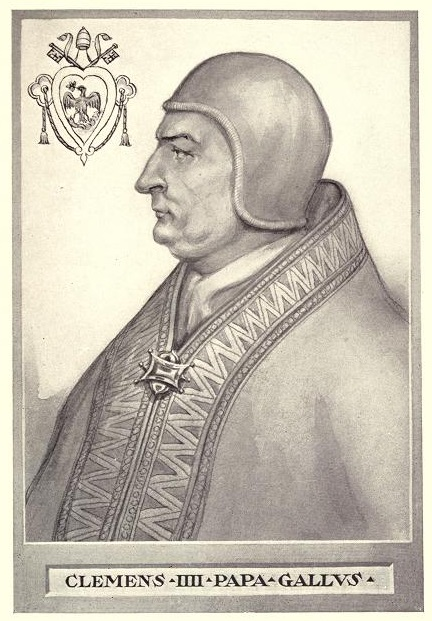
Papa Clement al IV-lea
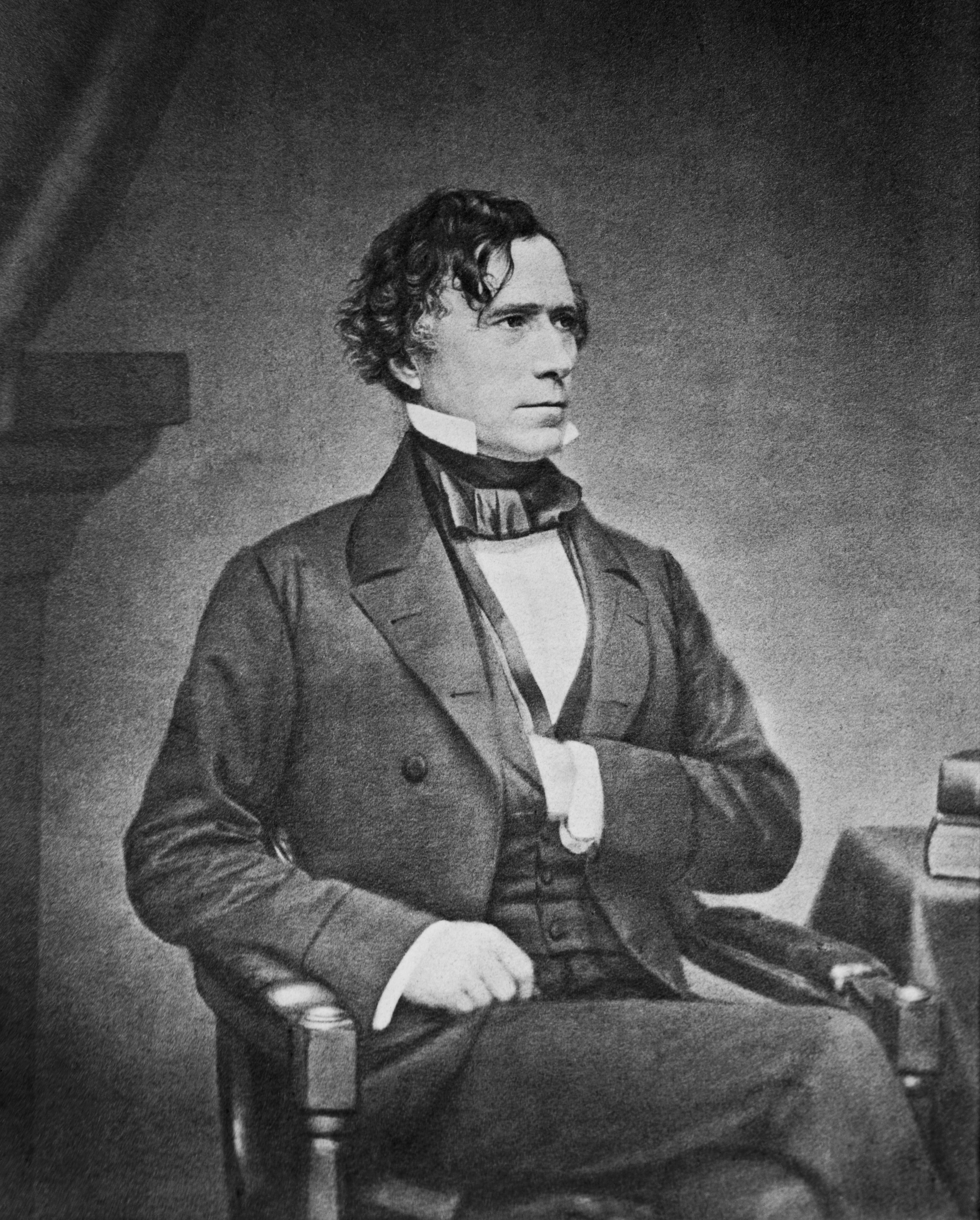
Franklin Pierce, al 14-lea președinte a Statelor Unite
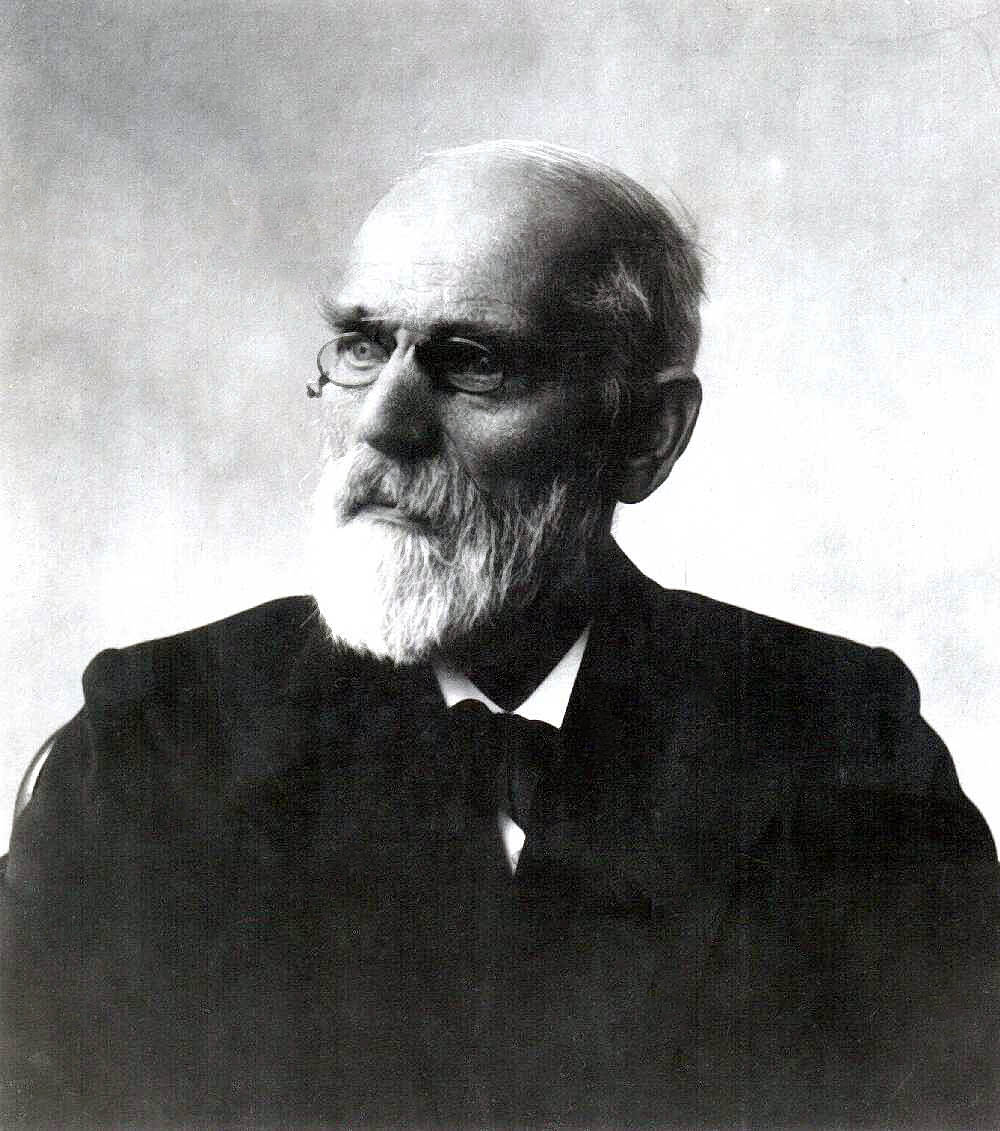
Johannes Diderik van der Waals, fizician olandez, laureat Nobel

- 1772: August de Saxa-Gotha-Altenburg, bunicul matern al lui Albert, Prinț Consort (d. 1822)
- 1804: Franklin Pierce, al 14-lea președinte a Statelor Unite ale Americii (d. 1869)
- 1837: Johannes Diderik van der Waals, fizician olandez, Premiul Nobel pentru fizică 1910 (d. 1923)
- 1860: Hjalmar Branting, politician suedez, jurnalist, deținător al Premiului Nobel (d. 1925)
- 1862: Salvador Viniegra, pictor spaniol (d. 1915)
- 1869: André Gide, scriitor francez, laureat al Premiului Nobel în 1947 (d. 1951)
- 1876: Manuel de Falla, compozitor spaniol (d. 1946)
- 1885: Alexander Mountbatten, Marchiz de Carisbrooke (d. 1960)
- 1887: Boris Karloff, actor de teatru și film englez (d. 1969)
- 1887: Henry Moseley, fizician englez (d. 1915)
- 1888: Harpo Marx, comic american și actor (d. 1964)
- 1890: El Lissitzky, pictor rus, grafician, arhitect (d. 1941)
- 1896: Klement Gottwald, politician și președinte al Cehoslovaciei (d. 1953)
- 1906: Sait Faik Abasıyanık, scriitor turc (d. 1954)
- 1906: Betti Alver, poetă estonă (d. 1989)
- 1916: Michael Gough, actor britanic (d. 2011)
- 1920: Paul Celan, poet de limbă germană, reprezentant al modernismului (d. 1970)
- 1923: Nadia Gray, actriță română (d. 1994)
- 1925: Gheorghe Calciu-Dumitreasa, preot și dizident român (d. 2006)
- 1926: Sathya Sai Baba, guru controversat indian (d. 2011)
- 1927: Angelo Sodano, cardinal, Secretar de Stat al Vaticanului (d. 2022)

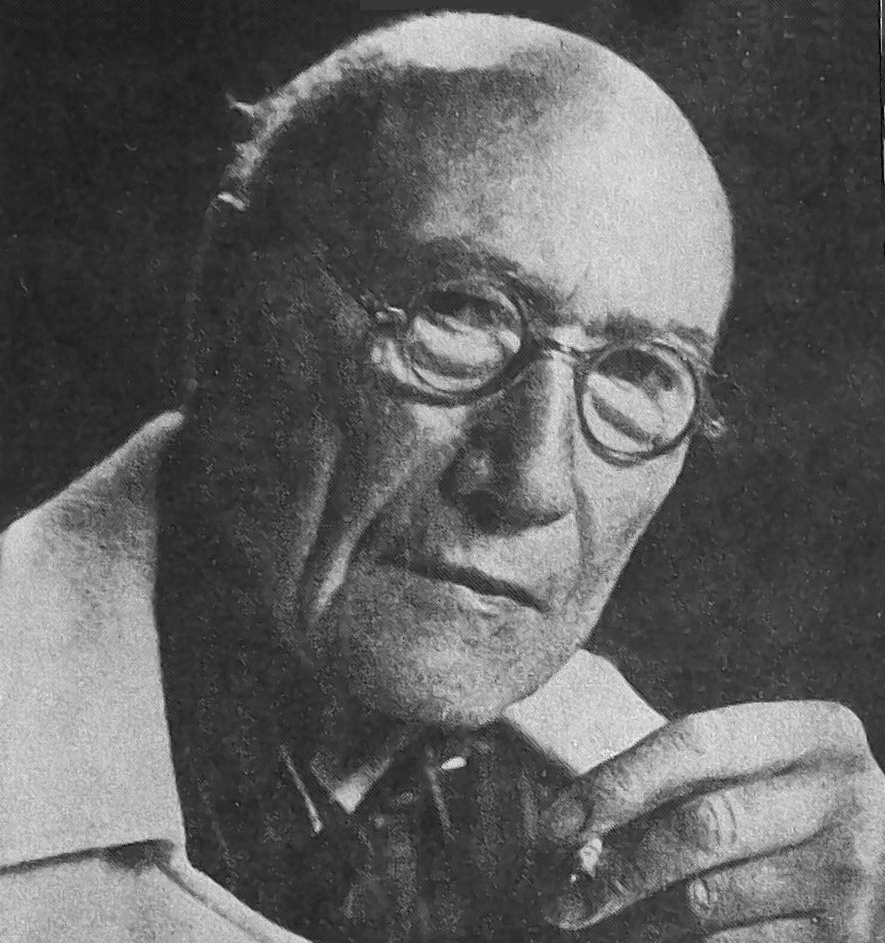
André Gide, scriitor francez, laureat Nobel
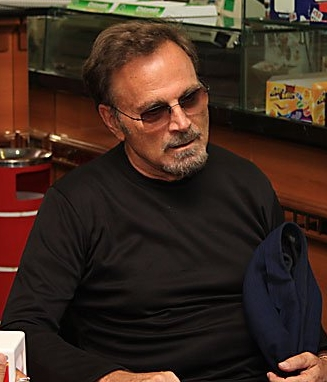
Franco Nero, actor italian
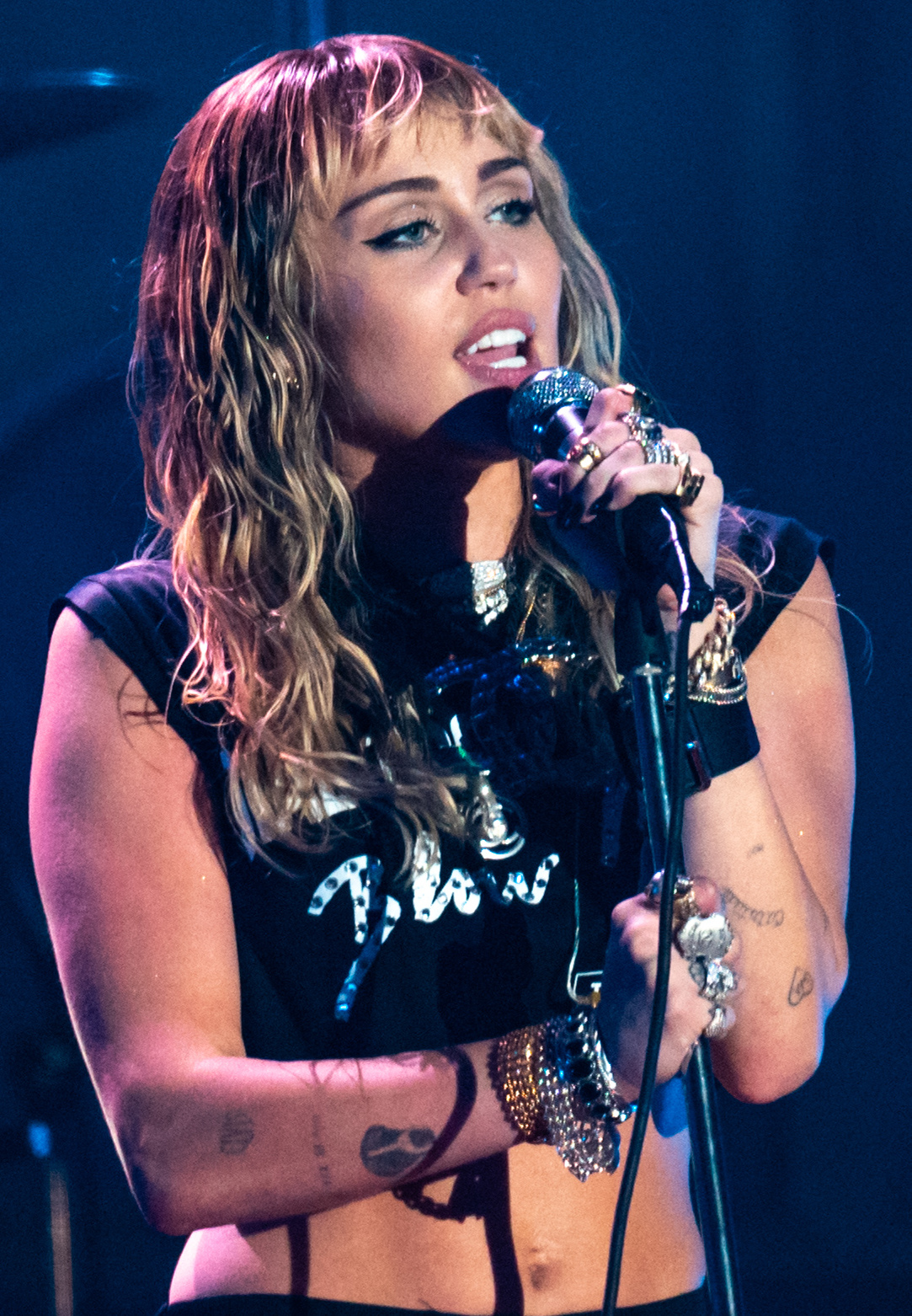
Miley Ray Cyrus,  cântăreață americană

- 1928: Pierre Étaix actor comic francez (d. 2016)
- 1932: Renato Raffaele Martino, cardinal
- 1933: Krzysztof Penderecki, compozitor polonez (d. 2020)
- 1941: Franco Nero, actor italian
- 1942: Anastasia Istrati, interpretă de muzică populară moldoveană (d. 2016)
- 1942: Gheorghe Rusnac, rectorul Universității de Stat din Moldova, membru corespondent al Academiei de Științe din Moldova
- 1947: Emil Coșeru, actor român
- 1948: Grete Tartler, poetă, eseistă română
- 1953: Lucian Perța, poet român
- 1962: Nicolás Maduro, politician venezuelean, președintele Venezuelei (2013-prezent)
- 1966: Vincent Cassel, actor francez, regizor, producător
- 1966: Liviu-Lucian Mazilu, politician român
- 1969: Olivier Beretta, pilot de Formula 1 monegasc
- 1972: Daniel David, profesor, fost rector universitar și actual ministru al învățământului român
- 1974: Eugen Nae, fotbalist român
- 1975: Ildiko Barbu, handbalistă română
- 1975: Cristian Ciocoiu, fotbalist român
- 1975: Zoran Milošević, fotbalist sârb
- 1976: Takayuki Chano, fotbalist japonez
- 1976: Cüneyt Çakır, arbitru turc de fotbal
- 1976: Chiril Gaburici, politician moldovean
- 1977: Christopher Amott, chitarist și vocalist suedez
- 1979: Nihat Kahveci, fotbalist turc
- 1979: Andreea Răsuceanu, scriitor, critic literar și traducător român
- 1990: Maria Udrea, scrimeră română
- 1991: Bartolomeu Jacinto Quissanga, fotbalist angolez
- 1992: Miley Ray Cyrus,  cântăreață și actriță americană
- 1998: Bradley Steven Perry, actor american

## Decese
- 0955: Edred, rege al Angliei (n. 923)
- 1407: Ludovic I, Duce de Orléans, al doilea fiu al regelui Carol al V-lea al Franței (n. 1372)
- 1503: Margareta de York, Ducesă de Burgundia (n. 1446)
- 1572: Il Bronzino, pictor florentin (n. 1503)
- 1682: Claude Lorrain, pictor francez (n. ca. 1600)
- 1788: Infantele Gabriel al Spaniei (n. 1752)

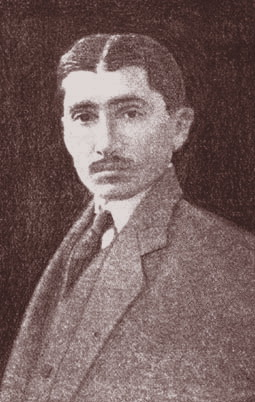
Urmuz,  scriitor român
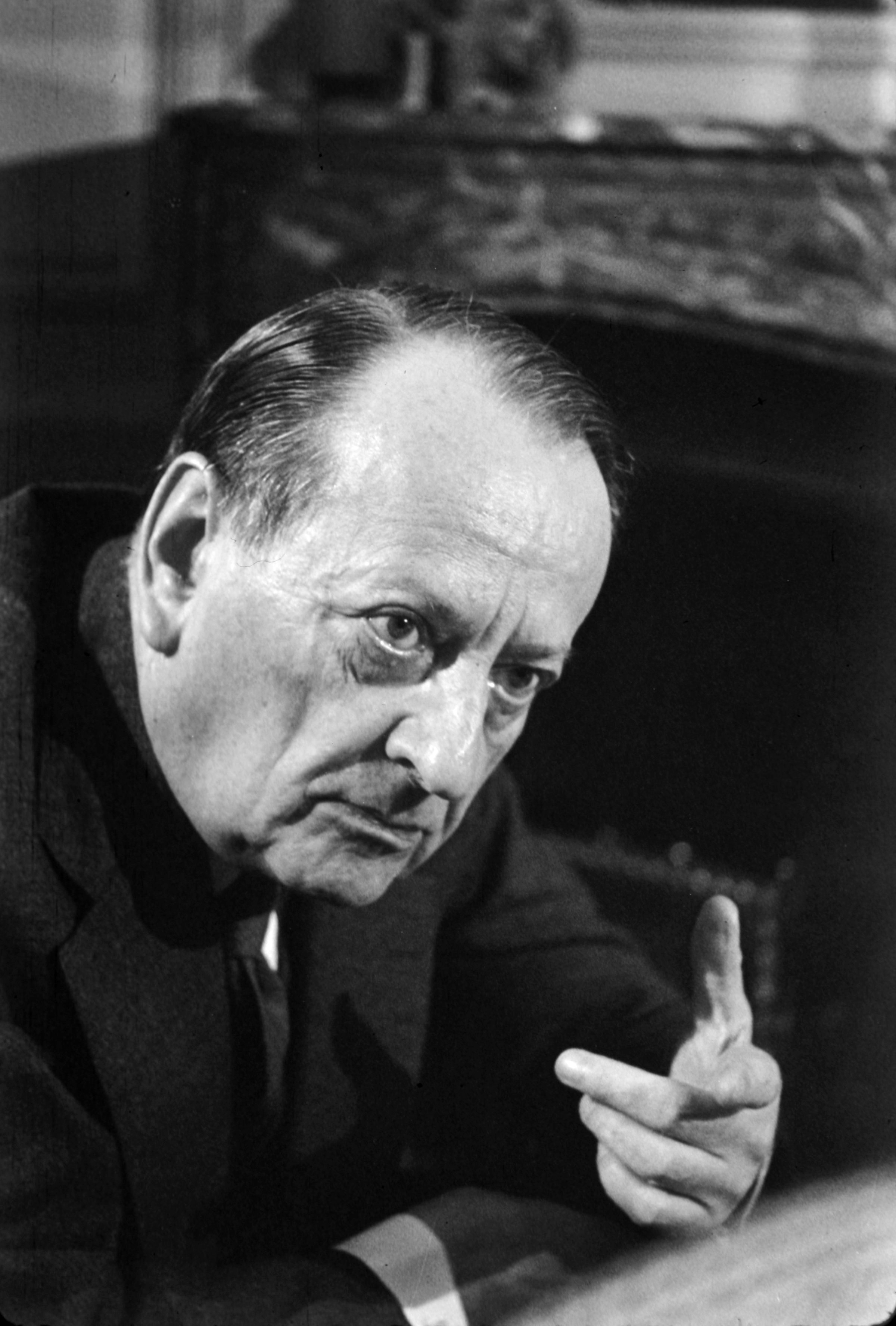
André Malraux, scriitor francez
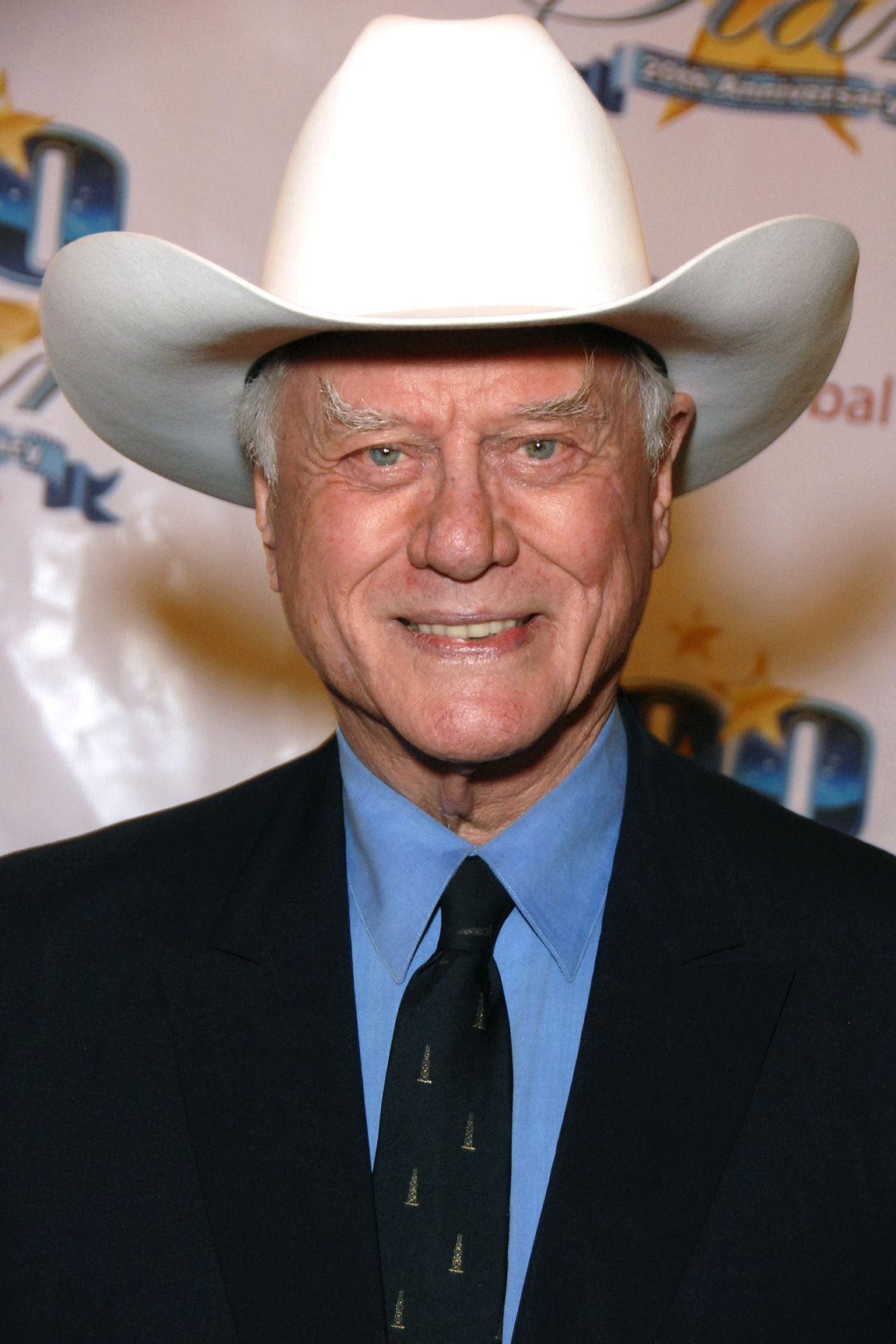
Larry Hagman, actor american

- 1890: Regele William al III-lea al Olandei (n. 1817)
- 1923: Urmuz (Dimitrie Demetrescu Buzău), unul dintre cei mai originali reprezentanți ai literaturii române de avangardă (n. 1883)
- 1935: Maria Cunțan, poetă română (n. 1862)
- 1949: Carol Ardeleanu, prozator român (n. 1883)
- 1949: Prințul Ludwig Ferdinand al Bavariei (n. 1859)
- 1965: Elisabeta de Bavaria, regină consort a Belgiei (n. 1876)
- 1976: André Malraux, scriitor francez, teoretician de artă și politician (n. 1901)
- 1984: Anton Alexandrescu, politician român (n. 1905)
- 1991: Ken Uehara, actor japonez (n. 1909)
- 2006: Philippe Noiret, actor francez (n. 1930)
- 2007: Ichiji Otani, fotbalist japonez (n. 1912)
- 2012: Larry Hagman, actor american (n. 1931)
- 2017: Stela Popescu, actriță română (n. 1935)
- 2021: Chun Doo-hwan, om politic sud-coreean, președinte al Republicii Coreea, dictator (n. 1931)
- 2023: Rona Hartner, cântăreață, actriță de film (n. 1973)
- 2024: Marius Bațu, interpret român de muzică folk (n. 1959)
- 2024: Gabriel Cotabiță, cântăreț român de muzică ușoară și pop-rock (n. 1955)

## Sărbători
- Cuviosul Antonie de la Iezerul-Vâlcea; Sf. Ierarh Amfilohie (calendar creștin-ortodox)
- Sfântul Amfilohie; Sfântul Grigore (calendar greco-catolic)
- Sfântul Clement; Columban (calendar romano-catolic)